# El Triunfo (Wenezuela)
El Triunfo – miasto w Wenezueli, w stanie Delta Amacuro, w gminie Casacoima.
Według danych szacunkowych na rok 2011 liczyło 10 990 mieszkańców..